# Gaetano Fichera (Mathematiker)

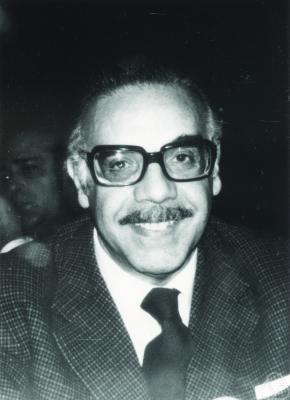
Gaetano Fichera

Gaetano Fichera (* 8. Februar 1922 in Acireale; † 1. Juni 1996 in Rom) war ein italienischer Mathematiker, der sich mit Analysis beschäftigte.

## Leben
Fichera war der Sohn des Mathematik-Dozenten Giuseppe Fichera. Er studierte 1937 bis 1939 an der Universität Catania und danach an der Universität Rom, wo er 1941 bei Mauro Picone die Laurea magna cum laude erwarb. 1943 war er in der Armee, wurde von deutschen Truppen bei der Kapitulation Italiens gefangen genommen, entkam aber und schloss sich den Partisanen an. 1948 habilitierte er sich und wurde 1949 nach einem Wettbewerb Professor für Analysis an der Universität Triest. 1956 ging er nach Rom als Nachfolger seines Lehrers Mauro Picone. Später war er am Istituto Nazionale di Alta Matematica in Rom. 1992 ging er offiziell in den Ruhestand, blieb aber weiter mathematisch aktiv.
Er befasste sich mit Analysis (Variationsrechnung, Funktionalanalysis, Approximationstheorie, partielle Differentialgleichungen, Potentialtheorie, Maß- und Integrationstheorie, Funktionentheorie einer und mehrerer Variabler, Numerische Analysis, Differentialformen) und deren Anwendungen zum Beispiel in der Elastizitätstheorie (er schrieb 1972 zwei Artikel über mathematische Elastizitätstheorie im von Siegfried Flügge bei Springer herausgegebenen Handbuch der Physik). 1963 führte er (als Lösung des Problems von Antonio Signorini in der Elastizitätstheorie) Variations-Ungleichungen ein, die bald darauf auch von Guido Stampacchia entwickelt wurden.
Er befasste sich auch mit Mathematikgeschichte speziell im Italien des 19. Jahrhunderts. Seine Frau schrieb eine Biographie, die sie 2006 in Rom im Selbstverlag veröffentlichte.
Er war Mitglied der Accademia dei Lincei, der Accademia Nazionale delle Scienze, der Russischen Akademie der Wissenschaften, der Royal Society of Edinburgh und seit 1973 der Leopoldina. 1976 erhielt er den Feltrinelli-Preis. 1970 war er Invited Speaker auf dem Internationalen Mathematikerkongress in Nizza (Unilateral constraints in elasticity).
Nach ihm ist der Premio Gætano Fichera der Unione Matematica Italiana benannt, der alle vier Jahre für eine herausragende Veröffentlichung zur Analysis vergeben wird. Preisträger waren bisher:
- 2006 Piero D’Ancona
- 2010 Alberto Bressan
- 2014 Andrea Cianchi

## Schriften
- Opere scelte, 3 Bände, Edizioni Cremonese 2004 (Ausgewählte Werke)
- Linear elliptic differential systems and eigenvalue problems, Springer 1965
- mit Mauro Picone Trattato di analisi matematica , Rom 1954
- Numerical and quantitative analysis, Pitman 1978
- Boundary value problems of elasticity with unilateral constraints, und Existence theorems in elasticity, in Siegfried Flügge, Clifford Truesdell (Herausgeber) Encyclopedia of Physics/Handbuch der Physik, Band VIa/2, Festkörpermechanik II/Mechanics of Solids II, Springer Verlag 1972
- Vito Volterra and the birth of Functional Analysis, in Jean-Paul Pier Development of mathematics 1900–1950, Birkhäuser 1994